# Nyctiophylax amo
Nyctiophylax amo är en nattsländeart som beskrevs av Malicky 1993. Nyctiophylax amo ingår i släktet Nyctiophylax och familjen fångstnätnattsländor. Inga underarter finns listade i Catalogue of Life.